# Sphingonotus rugosus
Sphingonotus rugosus är en insektsart som först beskrevs av Bland och Gangwere 1998.  Sphingonotus rugosus ingår i släktet Sphingonotus och familjen gräshoppor. IUCN kategoriserar arten globalt som sårbar. Inga underarter finns listade i Catalogue of Life.